# Oscar Serfilippi
Oscar Serfilippi (Mondolfo, 30 settembre 1929 – Jesi, 20 maggio 2006) è stato un vescovo cattolico italiano appartenente all'Ordine dei frati minori conventuali.

## Biografia
Nacque a Mondolfo, in provincia di Pesaro e Urbino e diocesi di Senigallia, il 30 settembre 1929.

### Formazione e ministero sacerdotale
Iniziò il cammino di discernimento vocazionale alla sequela di san Francesco d'Assisi in tenera età. Entrò nel seminario francescano nell'Ordine dei frati minori conventuali e compì in diverse località marchigiane gli studi medio-liceali.
Il 1º ottobre 1950 emise la professione solenne dei voti. Il 13 marzo 1954 fu ordinato presbitero, nella basilica dei Santi XII Apostoli a Roma.
Nel 1955 conseguì il baccellierato in filosofia a Roma, presso la Pontificia Università Gregoriana e la laurea in sacra teologia presso la Pontificia facoltà teologica San Bonaventura. Dal 1955 al 1970 risiedette a San Benedetto del Tronto, svolgendo dal 1958 al 1970 la funzione di parroco della nuova parrocchia di Sant'Antonio di Padova; al contempo insegnò religione nelle scuole superiori. In questi anni fu assistente diocesano dei maestri cattolici (AIMC) e dei laureati cattolici.
Dal 1970 si trasferì ad Ancona presso il convento di San Francesco delle Scale e, dal 1970 al 1973, fu vicario provinciale della provincia religiosa delle Marche, superiore del convento di Ancona, insegnante di religione all'istituto tecnico «Benincasa», dal 1970 al 1972. Iniziò a ricoprire la cattedra di teologia morale fondamentale presso l'istituto Teologico Marchigiano ad Ancona, dal 1971 al 1975, e a Fano, dal 1976 al 1992 e nuovamente ad Ancona dal 1992 al 2001, anno in cui lasciò l'insegnamento.
Nel luglio 1973 fu eletto ministro provinciale dei frati minori conventuali delle Marche. Già dal 1972 era presidente del comitato regionale dei superiori maggiori (CISM) delle Marche, organizzazione per la quale promosse iniziative in ordine alle esperienze di vita religiosa e di apostolato nell'ambito della regione; favorì ed incrementò i rapporti dei superiori maggiori con la Conferenza episcopale marchigiana (CEM). Nel maggio 1975, ad Assisi, fu eletto presidente della Conferenza intermediterranea dei ministri provinciali conventuali (CIMP), di cui era vicepresidente dal 1972.

### Ministero episcopale
Il 3 settembre 1975 papa Paolo VI lo nominò vescovo titolare di Massula e vescovo ausiliare di Carlo Maccari, arcivescovo metropolita di Ancona, vescovo di Osimo e amministratore apostolico di Jesi. Il 27 settembre successivo ricevette l'ordinazione episcopale, nella chiesa di San Francesco alle Scale ad Ancona, dall'arcivescovo Carlo Maccari, co-consacranti Vincenzo Radicioni, vescovo di Ripatransone e di Montalto, e Francesco Costantino Mazzieri, vescovo emerito di Ndola.
Gli venne conferita la potestà ordinaria per la diocesi di Jesi, dove fece il suo ingresso il 12 ottobre del medesimo anno; il giorno seguente fu nominato vicario generale di Jesi dall'amministratore apostolico Carlo Maccari.
Il 1º marzo 1978 papa Paolo VI lo nominò vescovo di Jesi; succedette a Giovanni Battista Pardini, dimessosi per motivi di salute nel 1975. Il 12 aprile successivo prese possesso della diocesi, mentre il 23 aprile compì l'ingresso solenne.
Dal 1983 al 1985 celebrò il 27º sinodo diocesano, indetto a 150 anni dal precedente, dal quale scaturirono poi gli orientamenti, nei quali si poté vedere il motivo guida della sua azione pastorale successiva, aderente alle problematiche più sentite, e alla realtà del mondo giovanile. Altro grande evento fu la celebrazione di due congressi eucaristici diocesani. Durante il suo episcopato reintrodusse il diaconato permanente e decise l'ampliamento del museo diocesano, la sistemazione dell'archivio storico e della biblioteca diocesana, con la quale costituì un unico centro culturale diocesano comprendente museo, archivio e una biblioteca informatizzata tra le più moderne a livello regionale.
Su proposta delle autorità civili locali fu nominato Grand'Ufficiale della Repubblica da parte del Quirinale.
Nel settembre 2005 gli venne conferita la cittadinanza benemerita di Jesi e, il 3 dicembre 2005, quella del comune di Montecarotto.
Il 20 marzo 2006 papa Benedetto XVI accolse la sua rinuncia, presentata per raggiunti limiti di età, al governo pastorale della diocesi di Jesi; gli succedette Gerardo Rocconi, del clero di Senigallia. Rimase amministratore apostolico della diocesi fino all'ingresso del successore, avvenuto il 13 maggio.
Morì a Jesi una settimana più tardi, il 20 maggio 2006, all'età di 76 anni.

## Genealogia episcopale
La genealogia episcopale è:
- Cardinale Scipione Rebiba
- Cardinale Giulio Antonio Santori
- Cardinale Girolamo Bernerio, O.P.
- Arcivescovo Galeazzo Sanvitale
- Cardinale Ludovico Ludovisi
- Cardinale Luigi Caetani
- Cardinale Ulderico Carpegna
- Cardinale Paluzzo Paluzzi Altieri degli Albertoni
- Papa Benedetto XIII
- Papa Benedetto XIV
- Papa Clemente XIII
- Cardinale Marcantonio Colonna
- Cardinale Giacinto Sigismondo Gerdil, B.
- Cardinale Giulio Maria della Somaglia
- Cardinale Carlo Odescalchi, S.I.
- Vescovo Eugène de Mazenod, O.M.I.
- Cardinale Joseph Hippolyte Guibert, O.M.I.
- Cardinale François-Marie-Benjamin Richard
- Cardinale Pietro Gasparri
- Cardinale Francesco Marchetti Selvaggiani
- Cardinale Luigi Traglia
- Arcivescovo Carlo Maccari
- Vescovo Oscar Serfilippi, O.F.M.Conv.